# Historia Świdnicy
Pierwsze ślady osadnictwa i zarazem najstarsze oznaki osadnictwa na terenie dzisiejszej Świdnicy pochodzą z okresu brązu, czyli ok. 700 lat p.n.e. Wówczas w okolicach dzisiejszej ul. Piekarskiej istniała wioska rybacka. Niedaleko znajdowała się przeprawa przez Bystrzycę położona na szlaku handlowym zwanym czeskim. W XI lub w XII wieku istniała już tutaj drewniana słowiańska osada targowa z kościołem, która od 1164 należała do księstwa wrocławskiego, w tym czasie przekształciła się w kasztelanię. W 1267 roku Świdnica wspominana jest już jako osada miejska, w 1274 wymieniono po raz pierwszy wójta. Faktem dokumentującym to jest najstarsza pieczęć miejska z 1280 roku, ukazująca kroczącego gryfa. Świdnica rozwijała się dosyć szybko. W 1284 roku powstała szkoła, dynamicznie rozwijało się rzemiosło oraz handel. Ten ostatni wspomagało nadane w 1285 roku tzw. prawo mili. Również w tym roku rozpoczęto budowę murów miejskich.

## Księstwo świdnicko-jaworskie

Herb księstwa świdnickiego

Lata 1290–1392 to okres dynamicznego rozwoju miasta. Było to wynikiem pełnienia przez Świdnicę w tych latach stolicy suwerennego księstwa świdnicko-jaworskiego. Miasto było zamożne, posiadało prawo bicia własnej monety od 1290 roku, tzw. florenów. Posiadało również ważne obiekty handlowe i administracyjne, mianowicie zamek, dom kupiecki oraz kramy. W 1300 roku wprowadzono tzw. prawo łaski, z okresu którego pochodzi wiele kapliczek, krzyży pokutnych i różnego rodzaju relikwii zachowanych na ziemi świdnickiej. Upadek miasta nastąpił po wielkim pożarze w 1313 roku. Od tego okresu Świdnica była drugim miastem, które prowadziło księgi miejskie. Rozwijał się system fortyfikacji miejskich. Mury obronne wyposażone były w bramy miejskie: Dolną, Strzegomską, Witoszowską, Kraszowicką, Poszewniczą i Kapturową. Ów system obronny wzbogacił się w latach 1323–1485 o przybramne kaplice. Mimo oblężenia księstwa przez wojska Jana Luksemburczyka w 1345 miasto nie uległo. Świdnica za panowania Bolka II znacznie się rozbudowała. W latach 1329–1336 rozbudowano miejski ratusz, w 1330 r. położono kamień węgielny pod nowy kościół oraz wydano nakaz aby wszyscy świdniccy mieszczanie mieli wyuczony zawód (1340). W 1344 roku rozpoczęto brukowanie miejskich ulic. W 1380 roku fortyfikacje miejskie powiększyły się o nową Bramę Mikołajską. Sądnym dniem okazał się 31 lipca 1361 roku, kiedy to olbrzymi pożar strawił zabudowę całego miasto. W wyniku tego w 1363 roku Świdnica była lokowana na nowym prawie magdeburskim przez księcia Bolka II. Spowodowało to podjęcie decyzji o odbudowie i rozbudowie miasta. Pod koniec panowania Bolka II, w 1368 roku księstwo rozciągało się od Czech po Wielkopolskę, Górny Śląsk i przedmieścia Berlina. Miasto Świdnica słynęło z produkcji piwa. W Pradze, Toruniu, Wrocławiu, Brzegu, Oleśnicy, Heidelbergu, Pizie czy Krakowie istniały specjalne „Piwnice Świdnickie”, gdzie to wyśmienite piwo serwowano. W latach 1380–1382 doszło do konfliktu na rynkach europejskich, po których świdnickie piwo ostatecznie wywalczyło sobie miejsce na stołach europejskich domostw i dworów. Jednak miasto słynęło także z innych wyrobów, takich jak noże, sukno, płótna. Odbywały się tutaj także duże targi bydła. Rozwijało się także winiarstwo. U schyłku XIV wieku Świdnica była drugim miastem na Śląsku po Wrocławiu, posiadając 0,9 km² i 6 tysięcy mieszkańców. W obrębie murów miejskich było prawie 500 budynków, a drugie tyle na przedmieściach.

## Księstwo w Koronie Królestwa Czech
Panowanie Czech objęło lata 1392–1742, choć już za życia księżnej Agnieszki czescy starostowie z ramienia króla Wacława IV sprawowali współrządy z Agnieszką. Było ono wynikiem zawartego układu sukcesyjnego przez Bolka II. Traktat ten mówił, iż w razie swej bezpotomnej śmierci władze przejmują Czesi. Do 1419 r. królem i księciem świdnickim i jaworskim był Wacław IV, w latach 1420–1437 – jego brat Zygmunt, potem krótko jego zięć – Albrecht Habsburg, a następnie jego syn Władysław (zm. 1457). Kolejni władcy to Jerzy z Podiebradów (zm. 1471) i katolicki antykról czeski Maciej Korwin (zm. 1490). W 1452 ustanowiono nowy herb, który był używany do roku 1966. Traktat ten podpisany został w roku 1353. W czasach rządów Macieja Korwina jako króla czeskiego rozpoczęto budowę dodatkowego pierścienia umocnień. Prace trwały do początku XVI w. Bardzo dobrze rozwijało się wówczas rzemiosło i handel. W Świdnicy, liczącej wtedy nieco ponad 12 tysiące mieszkańców, działało ponad 650 zakładów rzemieślniczych. Miasto posiadało  ożywione kontakty kulturalne z Krakowem, liczni mieszczanie studiowali na Wszechnicy Jagiellońskiej. W 1504 roku w mieście powstała jedna z najstarszych na Śląsku loterii miejskich. Świdnica dorobiła się także swojej monety. W latach 1517–1528 w piwnicach ratusza bito półgrosze świdnickie, które miały mniejszą wartość od ówczesnych półgroszy polskich. Fakt ten doprowadził do wielkiej afery i reformy monetarnej w 1526 roku. Szacuje się, że piwnice ratusza świdnickiego na przestrzeni 12 lat opuściło 77 mln sztuk półgroszówek. W tym czasie na tronie czeskim zasiadali Jagiellonowie: Władysław (do 1516) i jego syn Ludwik (do 1526 r.). W 1526 r. Czesi wybrali na króla Ferdynanda I Habsburga – dynastia na trwale usadowiła się na tronie w Pradze.

## Monarchia Habsburgów
Początki panowania Habsburgów (od 1526) zapisały się wielkim pożarem w 1528, podczas którego spłonęła zachodnia część miasta wraz z ratuszem miejskim i zamkiem królewskim. Wraz z niezbędną odbudową miasta podniesiono poziom higieny i zdrowia. Już od XIII wieku w mieście pracował medyk, działały łaźnie miejskie, a od 1403 roku funkcjonował nawet okulista. Istniało także stanowisko fizyka miejskiego, nadzorującego stan sanitarny Świdnicy. W 1560 roku wydano zarządzenie zakazujące hodowli krów, świń, wylewania ścieków przed domy, mycia się w miejskich fontannach i studniach oraz wyrzucania śmieci i odpadków na ulice. Zakazy te miały chronić miasto przed epidemią, jednakże okazały się nieskuteczne. Zarazy i inne masowe choroby zdziesiątkowały mieszkańców w 1413, 1497 i 1585 roku. W latach 1600–1601 wybudowano pierwszy drewniany wodociąg miejski (w 1672 przebudowany na kamienny). W 1611 roku uruchomiono pocztę konną łączącą Wrocław i Drezno, w Świdnicy wyznaczono tzw. pierwsze staje, Świdnica liczyła wówczas 9 tysięcy mieszkańców, rok później król polski uprzywilejował Świdnicę w handlu bydłem z Rzecząpospolitą, w mieście działało wówczas 1188 rzemieślników. W tym czasie kościół św. Stanisława i św. Wacława wzbogacił się o wieżę o wysokości 103 m, będącą świadectwem bogactwa i zamożności miasta. Przed wojną trzydziestoletnią Świdnica była szybko rozbudowującym się miastem z dobrze rozwiniętym handlem i rzemiosłem. Istniało 14 kościołów, szpital, ratusz, apteki, zakłady rzemieślnicze w liczbie 168, fontanny, mennica, ogrody, łaźnie, szkoły, a wszystko to skryte za podwójnym rzędem murów obronnych. W trakcie trwania wojny trzydziestoletniej miasto było wielokrotnie oblegane, czego skutkiem były znacznie niszczące miasto pożary oraz wybuch epidemii, który doprowadził do spadku liczby ludności o 40% i upadku rzemiosła i handlu. Odbudowę miasta przerwał jeden z największych w historii miasta pożarów w 1716.

## W granicach Prus i Niemiec
W wyniku I wojny śląskiej, Monarchia Habsburgów utraciła Śląsk wraz ze Świdnicą na rzecz Królestwa Prus, co miało wpływ na obniżenie znaczenia gospodarczego i powolny upadek miasta.. Od 1741 roku z bezpośrednim udziałem króla Fryderyka II trwały prace projektowe nad zmodernizowaniem średniowiecznych i wczesnonowożytnych fortyfikacji i przekształceniem miasta w twierdzę. W 1747 zaakceptowano plany twierdzy, które rok później zmodyfikowano przez generała Philippa Lotha von Seersa wobec wykrycia, że główny projektant twierdzy - generał Gerhard Cornelius von Wallrawe sprzedawał informacje o swoich projektach innym państwom. Budowę twierdzy rozpoczęto w 1748 roku. Do 1750 roku ukończono budowę wewnętrznego pasa twierdzy w postaci wału głównego opartego na dawnych murach miejskich, a do 1754 roku ukończono zewnętrzny pas na, który składało się 5 fortów i 4 reduty. Wyburzono wiele budynków cywilnych przyczyniając się do gospodarczego regresu miasta. W trakcie wojny siedmioletniej miasto oblegano czterokrotnie. Działania wojenne przyczyniły się do znacznych zniszczeń zabudowań miasta. Po trwającym od października do 12 listopada 1757 roku oblężeniu miasto zajęli Austriacy. W grudniu tego samego roku blokadę miasta rozpoczęli Prusacy,  którzy odbili twierdzę 18 kwietnia 1758 roku. 1 października 1761 roku Austriacy z wsparciem oddziałów rosyjskich podjęli szturm na Świdnicę, który po godzinie walk zakończył się sukcesem Austriaków. Ostatnie oblężenie trwało od lipca 1762 roku i zakończyło się 9 października odzyskaniem twierdzy przez Prusy. Na przełomie XVII/XVIII wieku pod Świdnicą wybuchł bunt chłopski, wojska pruskie stłumiły bunt i surowo ukarały chłopów. Pod koniec XVIII w. w mieście pojawiły się pierwsze manufaktury, między innymi skórzana i papiernicza. Od 1807 miasto zajęły wojska napoleońskie, w tym samym roku w mieście wprowadzono olejne oświetlenie ulic (w 1863 zamienione na gazowe). W 1811 rozpoczęło działalność miejskie gimnazjum, a w 1822 teatr. Po wojnie prusko-austriackiej w 1866 roku Świdnicę ogłoszono miastem otwartym, a rok później rozpoczęto likwidację fotyfikacji. Po zwycięstwie nad Francją i zjednoczeniu Niemiec w roku 1871 wzrosło tempo uprzemysłowienia, w mieście powstały wytwórnie tkanin lnianych i bawełnianych, zamszu oraz fabryka liczników elektrycznych. Konsekwencją tego procesu był dynamiczny rozwój przestrzenny i architektoniczny miasta. Już w 1844 roku Świdnica uzyskała połączenie kolejowe z Jaworzyną Śląską, w 1855 z Dzierżoniowem, w 1898 do Wrocławia przez Kobierzyce, a w 1904 z Jedliną-Zdrojem. Do 1914 r. zabudowa wykroczyła daleko poza mury starego miasta, przybierając wokół pierścienia dawnych murów obronnych wielkomiejski charakter. Krajobraz miasta wzbogacił się o szereg reprezentacyjnych gmachów publicznych, obiektów architektury rezydencjonalnej i zieleni miejskiej o wysokiej jakości. Według spisu z 1910 r. miasto liczyło sobie 31 329 mieszkańców, w tym 61% ewangelików, 38,5% katolików i 0,5% wyznania mojżeszowego. W 1911 roku do Świdnicy dotarł pierwszy gaz przesłany z Gazowni Miejskiej w Wałbrzychu i znacząco poprawiło rozwój miasta. Pomiędzy 1918 a 1939 w mieście działała największa na Śląsku spółka handlująca artykułami kolonialnymi. Podczas II wojny światowej hitlerowcy zorganizowali w Świdnicy podobóz obozu koncentracyjnego Groß-Rosen oraz trzy jenieckie oddziały robocze obozu w Zgorzelcu i obóz pracy przymusowej.

## W granicach Polski
Wojska radzieckie wkroczyły do Świdnicy 8 maja 1945, byli to żołnierze 52 Armii 1 Frontu Ukraińskiego. Po zakończeniu II wojny światowej miasto zostało zajęte przez Armię Czerwoną (przy obecnym pl. 1000-lecia żołnierze radzieccy wznieśli obelisk ku czci Armii Czerwonej) i znalazło się na terytorium Polski. Nastąpił napływ ludności z Polski centralnej i wschodniej oraz wysiedleńców z Kresów Wschodnich. W 1961 miasto liczyło 40 873 mieszkańców i stanowiło ważny ośrodek administracyjno-usługowy i kulturalny.
W okresie PRL została częściowo rozebrana zabytkowa substancja budowlana Starego Miasta (m.in. przestała istnieć zabudowa ulic Siostrzanej i Pańskiej), a na przedmieściach rozwinięto na dużą skalę ekstensywną zabudowę osiedlową w technologii wielkiej płyty. W 1974 w uznaniu wkładu w budownictwo socjalistycznej ojczyzny i z okazji 30-lecia Polskiej Rzeczypospolitej Ludowej miasto zostało odznaczone Orderem Sztandaru Pracy I klasy. Istotna część miasta została zajęta na potrzeby wojsk radzieckich – w latach 1984–1990 ulokowano tu dowództwo Północnej Grupy Wojsk Armii Radzieckiej.
W latach 1975–1998 miasto administracyjnie należało do województwa wałbrzyskiego. Od 1999 miasto należy do województwa dolnośląskiego ze stolicą we Wrocławiu. W październiku 2013 Świdnica wstąpiła do aglomeracji wałbrzyskiej.
W okresie 1945–1989 istniały tu duże zakłady produkcyjne, utworzone w większości na bazie znacjonalizowanych przedsiębiorstw niemieckich, m.in.: Fabryka Wagonów Świdnica, Zakłady Wytwórcze Aparatury Precyzyjnej „Mera-Pafal”, Zakłady Elektroniki Samochodowej Elmot, Świdnicka Fabryka Urządzeń Przemysłowych, Dolnośląskie Zakłady Białoskórniczo-Rękawicznicze „Renifer”, Dolnośląskie Zakłady Magnezytowe, Dolnośląskie Fabryki Mebli oraz Świdnickie Zakłady Artykułów Technicznych.